# Полугар (река)
Полугар — река в России, протекает по Тарскому району Омской области. Устье реки находится в 351 км по левому берегу реки Ягылъях. Длина реки составляет 13 км.

## Данные водного реестра
По данным государственного водного реестра России относится к Верхнеобскому бассейновому округу, водохозяйственный участок реки — Васюган, речной подбассейн реки — бассейны притоков (Верхней) Оби от Кети до Васюгана. Речной бассейн реки — (Верхняя) Обь до впадения Иртыша.
Код объекта в государственном водном реестре — 13010800112115200030355.